# ألغاز كانتربري
ألغاز كانتربري (بالإنجليزية: The Canterbury Puzzles)‏ هو كتاب ألغاز رياضيات من تأليف الكاتب وعالم الرياضيات الإنجليزي هنري دوديني.
أخذ الكتاب اسمه من الكتاب اشهير «حكايات كانتربري» للكاتب الإنجليزي جيوفري تشوسر.